# Torsten Johnson
Ernst Torsten Johnson, född 29 september 1903 i Borås, död 4 oktober 1983, var en svensk kemiingenjör. Han var far till Kerstin Jacob Westerlund.
Johnson avlade studentexamen i Åbo 1922 och blev diplomingenjör vid Åbo Akademi 1928. Han var forsknings- och undervisningsassistent vid Åbo Akademis institution för träkemi 1926–1930, förste assistent vid Kungliga Tekniska högskolans institution för cellulosateknik och träkemi 1930–1936, blev förste ingenjör vid Cellulosaindustrins centrallaboratorium i Stockholm 1937 och var överingenjör där från 1951. Han författade skrifter i träkemiska och cellulosatekniska ämnen, däribland Lärokurs i pappersmasseteknik (I–II, 1941) och Ved och sulfatmassa från tall i orörda bestånd (tillsammans med Börje Ericson och Anders Persson, 1973). Johnson är begravd på Lidingö kyrkogård.